# Arnold Stapel
Arnold Stapel (Stapil) (* 1360/1370 in Preußen; † 31. Mai 1416 auf Schloss Löbau) war Priester des Deutschen Ordens und Bischof des Bistums Kulm.
Als Diözesanpriester studierte Stapel von 1385 bis 1388 in Prag, wo er auch einen Magister artium erwarb. Kurz darauf muss er in den Deutschen Orden eingetreten sein, denn von 1392 bis 1396 studierte er als Deutschordenspriester Jurisprudenz in Bologna.
Bereits seit 1394 Vertreter seines Ordens an der römischen Kurie, wurde er 1395/96 Pfarrer der Stadtpfarre von Danzig. Zwischen 1397 und 1402 als Kanzler und Kaplan des Hochmeisters Konrad von Jungingen tätig, wurde er 1402 Domherr in Kulm. Nach Einflussnahme des Ordens ernannte ihn Papst Bonifaz IX. am 26. Juli 1402 zum Bischof von Kulm. Die Bischofsweihe spendeten ihm der Bischof von Pomesanien, Johannes Mönch OT und der Kulmer Weihbischof Johannes Kaldeborn am 22. Oktober 1422 in Kulmsee.
Seit März 1404 als Kommissar für den Heiligsprechungsprozess der Dorothea von Montau tätig, befragte er in diesem Zusammenhang die Zeugen auch persönlich. Als Vertrauensperson des Hochmeisters nahm er im Mai 1404 an den Friedensverhandlungen des Ordens mit dem König von Polen teil, die mit dem Frieden von Raciazek endeten.
Als es 1410 erneut zu einem Krieg zwischen dem Deutschen Orden und Polen kam, hielt er sich gemeinsam mit dem Hochmeister, nun Ulrich von Jungingen, in Thorn auf und unterstellte dem Orden seine Truppen. Als der Krieg aber verloren war, leistete er im Juli, gemeinsam mit den übrigen Bischöfen Preußens, dem König von Polen bei Marienburg den Huldigungseid. Hierdurch konnte er seiner Diözese die Verwüstungen polnischer Truppen ersparen. Kurz darauf kehrte er jedoch an die Seite des Deutschen Ordens zurück.
Nachdem er 1411 im Auftrag des Hochmeisters an den Verhandlungen zum Frieden von Thorn teilgenommen hatte, nahm er im Januar an der Wahl des Hochmeisters Michael Küchmeister, welche auf der Marienburg stattfand, teil. Auch in den folgenden Jahren nahm er an verschiedenen Gesandtschaften des Hochmeisters teil und trat für diesen als Bürgen auf.
Als Bischof veranstaltete er die erste nachgewiesene Diözesansynode und erließ Diözesanstatuten. In Löbau errichtete er als Bischof ein neues Schloss, wo er auch an der Pest verstarb. Sein Grab ist unbekannt.